# Wyke Regis
Wyke Regis es una localidad del sur de Dorset, Inglaterra. Emplazada en la orilla norte del Puerto de Pórtland y en el final suroriental de Chesil Beach, forma parte de los suburbios del suroeste de Weymouth. Se encuentra 15 km al sur de la capital del condado, Dorchester. Su población de alrededor de 5.500 habitantes.
Desde Wyke Regis, hay una muy buena vista a Chesil Beach y a la laguna Fleet por el oeste, a la Isla de Pórtland por el sur y al Puerto de Pórtland por el sur y el este. El pueblo constituye un excelente lugar para los espectadores en lo referente a que desde allí se pueden presenciar eventos de la Academia Nacional de Navegación de Weymouth y Pórtland, tales como el Campeonato Mundial de J/24 en 2005 y los eventos de navegación de los Juegos Olímpicos de Londres 2012. El Sendero de la Costa Sudoeste pasa a través de las costas del pueblo, el cual se encuentra cerca del centro de la Costa Jurásica, declarada Patrimonio de la Humanidad por la Unesco. 

## Historia
La construcción de la Iglesia de Todos los Santos comenzó alrededor del año 1451 y fue terminada al cabo de cuatro años de trabajo, el 19 de octubre de 1455. Para posibilitar la edificación de la misma se utilizó piedra extraída de las canteras de Pórtland y Upwey.
Se sabe que el rey Jorge III frecuentaba la iglesia durante sus visitas de verano a Weymouth entre 1790 y 1805. Constituyó además el principal lugar de culto para los habitantes de dicha localidad hasta que la primera iglesia considerable fuera construida en la parte central de aquella ciudad en el siglo XIX. Las víctimas del naufragio del Earl of Abergavenny, incluyendo su capitán, John Wordsworth, hermano del poeta William Wordsworth, fueron enterradas en el jardín de la iglesia, al igual que los cuerpos recuperados del Alexander; ambos barcos estaban al servicio de la Compañía Británica de las Indias Orientales.
Gracias a las traicioneras corrientes locales y a la larga extensión de Chesil Beach frente a la que navegan numerosos barcos, el pueblo, al igual que la cercana Isla de Pórtland, se hizo conocido debido a su reputación relacionada con el contrabando y el saqueo de naufragios.

## Industria
La fábrica más importante en el área era Whitehead Torpedo Works, la cual se encuentra cerrada en la actualidad. Como principal fuente de empleo en Wyke Regis, financió la construcción de dos escuelas que abrieron en 1897. Los conocimientos técnicos de los trabajadores de la fábrica llevaron a que la Marina Real Británica estableciera bases en Pórtland, haciendo posible además que se convirtiera en un lugar a prueba de ataques de submarinos y torpedos durante la Primera y la Segunda Guerra Mundial.

## Escuela de Todos los Santos de la Iglesia de Inglaterra
Su nombre en inglés es All Saints' Church of England School. Todos los Santos es una escuela secundaria religiosa devota a la Iglesia de Inglaterra; está localizada en el norte del pueblo. Contaba con 921 alumnos en 2006, de los cuales el 58% obtuvo un mínimo de cinco clasificaciones de A* a C en el Certificado General de Educación Secundaria.